# Michail Jurjewitsch Lessin

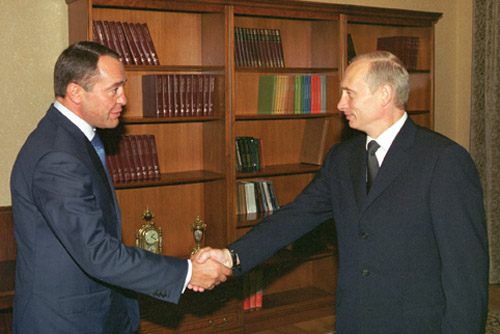
Michail Lessin (links) mit Wladimir Putin, 2002

Michail Jurjewitsch Lessin (russisch Михаил Юрьевич Лесин; * 11. Juli 1958 in Moskau; † 5. November 2015 in Washington, D.C.) war ein russischer Politiker und Medienmanager. Unter anderem war er von 1999 bis 2004 Minister der Russischen Föderation sowie von 2004 bis 2009 Medienberater der russischen Präsidenten Wladimir Putin und Dmitri Medwedew.

## Leben
An der staatlichen Lomonossow-Universität erwarb Lessin einen Abschluss als Bauingenieur. Nach dem Zerfall der Sowjetunion und der Privatisierung der Medien Anfang der 1990er Jahre gründete er die PR- und Mediaagentur „Video International“, die sich zur größten Russlands entwickelte und 80 Prozent aller Werbespots im Land vermittelte.
Kurz vor dem Ende seiner Amtszeit ernannte Boris Jelzin Lessin am 6. Juli 1999 zum Minister für Presse, Telerundfunk und Mittel der Massenkommunikation im Kabinett Sergei Stepaschins.
In der NZZ war gegen Ende seiner Amtszeit im Januar 2004 zu lesen; „Lessin (...) hat sich als Exekutor der freien Presse bereits in die Annalen der russischen Zensur eingeschrieben.“
Im Zuge einer Regierungsumbildung anlässlich der bevorstehenden Wiederwahl Wladimir Putins zum Präsidenten wurden nach Amtsantritt Michail Fradkows als Ministerpräsident sowohl das Ministerium für Vernetzung und Informatisierung unter Leonid Reiman als auch Lessins Ministerium am 9. März 2004 aufgelöst. Leiter des nunmehr Föderale Agentur für die Presse und die Massenkommunikationen der Russischen Föderation genannten Ressorts wurde Michail Seslawinski und Leonid Reiman wurde das Ministerium für Informationstechnologie und Kommunikation übertragen. Lessin wechselte in die russische Präsidialverwaltung, wo er während der folgenden fünf Jahre bis 2009 Berater des russischen Präsidenten für das Fachgebiet Medien war.
Als die Regierung 2005 den Auslandsfernsehsender Russia Today (RT) gründete, um weltweit das Image Russlands zu verbessern, war Lessin maßgeblich an dessen Aufbau beteiligt; zusammen mit dem damaligen präsidialen Pressesprecher Alexei Alexejewitsch Gromow koordinierte er die Gründung des englischsprachigen Auslandsfernsehsenders für Zuschauer in Amerika, Europa und Asien.
Im Jahr 2013 wurde er Vorstandsvorsitzender des größten russischen Medienkonzerns Gazprom-Media, der Medien-Holding des Gaskonzerns Gazprom. Anfang 2015 gab Lessin den Posten wieder auf und führte dafür familiäre Gründe an.
Im Sommer 2014, nach der Annexion der Krim durch Russland, forderte der republikanische US-Senator Roger Wicker, gegen Lessin des Verdachts der Geldwäsche und Korruption wegen zu ermitteln. Lessin besitze Millionen US-Dollar in Europa und den Vereinigten Staaten, darunter 26 Millionen Euro an Immobilien in Los Angeles, was laut Wicker Fragen aufwerfe. Lessin erklärte damals, es handele sich nicht um seinen Besitz, sondern den seiner Kinder. Der russischen Ausgabe von Forbes erklärte Lessin zu den Vorwürfen, er sei daran gewöhnt, dass viele ihn nicht mögen, allerdings sei es moralisch verwerflich, dass man seine Familie angreife.

## Tod
Am 5. November 2015 wurde Lessin im Alter von 57 Jahren auf einer der oberen Etagen des Nobelhotels The Dupont Circle am gleichnamigen Platz in Washington, D.C. tot aufgefunden.
Während die örtliche Kriminalpolizei bereits mit Ermittlungen zu dem Leichenfund befasst war, berichteten zuerst russische Medien über Lessins Tod. Diese nannten als Todesursache einen Herzinfarkt und als Todesdatum den 4. November. Später wurden Familienmitglieder Lessins als Quelle der Informationen angegeben.
Im März 2016 wurde ein Gutachten der Washingtoner Gerichtsmedizin bekannt, in dem stand, Lessin sei durch die Auswirkungen „stumpfer Gewalt“ am Kopf gestorben. Auch an Nacken, Oberkörper, Armen und Beinen seien Verletzungen feststellbar.
Nach einer einjährigen Untersuchung stuften die US-Behörden Lessins Tod als einen Unfall aufgrund exzessiven Alkoholkonsums ein. Im offiziellen FBI-Schlussbericht, der viele geschwärzte Passagen enthielt, wurden die Verletzungen am Kopf nicht erwähnt. Im März 2018 machte BuzzFeed erstmals neue Details zum Tod Lessins publik. Durch Anfragen nach dem Freedom of Information Act erhielt BuzzFeed Zugang zu nichtöffentlichen Informationen. Demnach starb Lessin am Abend vor seinem Termin beim Justizministerium der Vereinigten Staaten, wo er zur Arbeit von Russia Today interviewt werden sollte. Außerdem wurde bekannt, dass eine Grand Jury sich 2016 mit dem Fall befasste und dass dem FBI ein zweiter Bericht des umstrittenen britischen Geheimdienstmitarbeiters Christopher Steele vorlag. Laut dem Steele-Bericht wurde Lessin im Auftrag eines mit Präsident Putin befreundeten Oligarchen angegriffen. Dem FBI liegen Berichte von drei weiteren Personen vor, darunter ein Geschäftspartner Lessins, die unabhängig von Steele denselben Oligarchen als Auftraggeber nannten. Eine vierte Person, die auch geschäftlich mit Lessin verbunden war, sagte BuzzFeed, dass Lessin sich mit dem Oligarchen zerstritten hatte, konnte sich allerdings nicht zu einer möglichen Beteiligung des Oligarchen an Lessins Tod äußern.
Lessin fand seine letzte Ruhestätte in der Prominentensektion des Hollywood Forever Cemetery von Los Angeles.

## Familie
Lessin hatte eine Tochter, Catherine, aus erster Ehe sowie einen Sohn, Anton, aus zweiter Ehe. Catherine führte die RT-Büros in den Vereinigten Staaten. Anton studierte an einer Schweizer Universität sowie an der Filmhochschule New York Film Academy Los Angeles und investierte in Kinofilme in Hollywood. Er war u. a. Co-Produzent von Sabotage mit Arnold Schwarzenegger, Plötzlich Gigolo mit Woody Allen und Herz aus Stahl mit Brad Pitt. Michail Lessin hatte fünf Enkelkinder zum Zeitpunkt seines Todes.